# 日本テレビ系土曜7時台情報番組枠
日本テレビ系土曜7時台情報番組枠（にほんてれびけいどよう7じだいじょうほうばんぐみわく）は、日本テレビで1980年10月から1996年3月まで続いた朝のテレビ番組の放送枠である。2025年4月以降、朝7時台は同じ情報番組の『シューイチ』の放送時間の一部である。

## 概説
これまで日本テレビでは土曜日7時台には『おはよう!こどもショー』という子供向け番組を1980年9月27日まで放送してきたが、1980年10月から情報番組に切り替えられた。
途中、1985年4月から9月までは『まんが日本史』の再放送に充て、情報番組の系譜は一時途切れたが、1985年10月から復活。1996年3月30日まで、累計15年間も続けられた。
1996年4月6日をもって、これまでの『美の世界』『NNN朝のニュース』『うるとら7:00』『心のともしび』『さわやかニッポン（総理府（現・内閣府）提供の政府広報番組）』の枠を統合し、土曜日の5時59分から8時までの放送枠による生情報番組「ズームイン!!サタデー」（当時の『ズームイン!!朝!』の土曜日版）が始まることになったため、この土曜日7時の情報番組枠は、事実上の発展的解消を果たした。

## おはよう!サタデーOMOTAME情報局
『おはよう!サタデーOMOTAME情報局』（おはよう サタデーオモタメじょうほうきょく）は、1980年10月から1981年4月まで日本テレビで放送されていた情報番組。放送時間は毎週土曜 7:00 - 7:45 （日本標準時）。

### 出演者
- 所ジョージ
- 高見知佳
- THE ALFEE（桜井賢・坂崎幸之助・高見沢俊彦）
- ビジーフォー（モト冬樹・グッチ裕三・ウガンダ・トラ）
- 白岩裕之（当時日本テレビアナウンサー）

### 主題歌
- ご心配なく（歌・作詞・作曲：所ジョージ）

## モーニングサラダ
『モーニングサラダ』は、1981年5月から1985年3月30日まで一部日本テレビ系列局で放送されていた日本テレビ製作の情報番組。放送時間は毎週土曜 7:00 - 7:45 （日本標準時）。

### 概要
西城秀樹が司会を務めていた土曜朝の情報番組で、若者をターゲットにした内容で放送されていた。レギュラー陣の中には新人時代のとんねるずもおり、彼らはこの番組で初のテレビレギュラーを経験した。この番組の放送期間中に旧日本テレビ放送文化センター北本館が竣工し、途中で旧Gスタジオからの生放送に切り替わった。

### 出演者
- 西城秀樹 - メイン司会
- 伊藤つかさ - 初代アシスタント兼”番組マスコットガール”。1982年9月で降板
- 白石まるみ - 2代目アシスタント。1982年10月〜1983年6月まで
- 安田成美 - 3代目アシスタント。1983年7月〜12月まで
- 田中さとみ - 4代目アシスタント。1984年1月〜6月まで
- 財前直見 - 5代目アシスタント。1984年7月〜終了まで
- 石橋貴明（とんねるず）
- 木梨憲武（とんねるず）
- 小倉淳（当時日本テレビアナウンサー） - サブ司会
- 襟川クロ - 「KURO」名義で出演。
- 岡本舞子 - 伊藤つかさ降板後の”番組マスコットガール”として出演。
- 山田由紀子
- ほか

### 主なコーナー
- さわやか先生出番です - 中学・高校の若手教諭を公募して出演させていたコーナー。
- 歌のコーナー - 西城が毎週その時点での自身の最新曲を披露した他、近藤真彦、少年隊、チェッカーズ、河合奈保子、小泉今日子、菊池桃子、岡田有希子ら人気アイドルやバンドがこぞってゲスト出演し、最新曲を披露していた。
- 舞子のチョット答えて? - 岡本舞子の持ちコーナー。毎週全国各地の高校や中学校にロケに行き、当日スタジオに出演するゲストへの質問を募り、その中で最も多く寄せられた5つの質問にゲストが答えていた。

### テーマ曲
- Zero to Sixty in Five （パブロ・クルーズ） - 邦題「フリーライド・サーファー」。プロレスラー・アニマル浜口の入場曲として有名。

### スタッフ
- 構成：秋元康、宮下康仁、関根清貴
- 演出：井上之彦、大島敏明
- プロデューサー：大井紀子
- 製作：日本テレビ

### 備考
中京テレビでは1981年10月3日から放送。放送時間は日本テレビと同じだった。
テレビ岩手、山口放送、西日本放送でも放送していた。

## サニーサイド7
『サニーサイド7』（サニーサイドセブン）は、1985年10月から1986年9月まで一部日本テレビ系列局で放送されていた日本テレビ製作の情報バラエティ番組。放送時間は毎週土曜 7:00 - 7:45。

### 概要
1985年3月まで同時間帯で放送されていた『モーニングサラダ』の後継番組で、同番組から引き続き岡本舞子が出演していた。
この番組は、視聴者から寄せられたハガキの紹介と、それらを基に出演者たちが展開するトークを主体にしていた。また、東京ディズニーランドのアトラクションを紹介するコーナーなども設けていた。岡本が高橋名人とともに担当していたコーナーでは、『スターソルジャー』や『高橋名人の冒険島』といった当時ハドソンから発売されたばかりのゲームソフトを紹介していた。ほか、レコードデビューして間もなかった岡本とセブンティーンクラブが、月に1 - 2回ほどの頻度で自身の歌を披露することがあった。

### 出演者
- 森田健作
- 岡本舞子
- セブンティーンクラブ
- 高橋名人

### スタッフ
- 制作：日本テレビエンタープライズ
- 製作著作：日本テレビ

## うるとら7:00
『うるとら7:00』（うるとらセブン・オクロック）はかつて日本テレビ系で放送されていた情報バラエティ番組で、1986年10月4日から1996年3月30日まで毎週土曜日に放送された。
放送時間は開始当初7:00 - 7:45（JST）だったが、1990年4月よりよみうりテレビの『これが問題!土曜8時』の開始にともない枠繰上げのため7:30まで短縮。もっとも、この頃の日本テレビのこの時間帯はローカルセールス枠だったので、放送された系列局はごく一部だった。
1988年4月から1990年3月までのオープニングテーマ曲はTHE SQUAREの「OVERHEAD KICK」。

### 概要
日本テレビ音楽とVAPの営業促進のための番組として、日本テレビ音楽の中村公一と日本テレビエンタープライズの小俣匡彦によって企画された若者向けの情報バラエティ番組。
最も遅い深夜番組という発想でつくられていた。
視聴者から送られたハガキをもとにトークを中心に、コーナー企画が挿入されていた。
番組タイトルは『ウルトラセブン』のパロディで、番組初期には実際にマスコットキャラクターとしてウルトラセブンが登場した他、『ウルトラマン』のイデ隊員役で知られる二瓶正也も出演した。
トークの合間には、スタジオ収録の楽曲やプロモーションビデオをフルコーラス（途中から1コーラス）で紹介していた（今井美樹「野性の風」、槇原敬之「もう恋なんてしない」、筋肉少女帯「元祖高木ブー伝説」、森高千里「ザ・ストレス」、シャ乱Q「上・京・物・語」など多数。特にGAOの「サヨナラ」は盛んに紹介された）。紹介されたプロモーションビデオは、VAPのものが多く、また、デビュー間もないVAP所属のアーティストも宣伝を兼ねて多数紹介していた。
小宮孝泰がM.C.ハマーに似ているとの事からCDデビューしたのもこの番組が発端である。
また、番組内容はコント赤信号時代（1986年10月 - 1993年9月）と伊集院時代（1993年10月 - 1996年3月）とで大きく異なっており、セットや番組の企画や構成まで違っていた。
また、ハリウッド映画の主役俳優が来日するとよくこの番組に出演、作品のPRをした。その際、毎回和菓子とお茶でもてなされるのが恒例となっていた。
松本明子はこの番組から、同局の『進め!電波少年』に出演するようになり、ブレークした。
伊集院光とMIKA（篠岡美佳）は同番組が縁で親しくなり、のちに結婚している。

### コーナー
うるとらスター誕生
一分間で素人がネタを披露する。
めざせ!!オリンピックCGBの大スキップ競争
音楽デュオのチューインガム・ボーイズが100mスキップで勝負を挑む。最終目標は100mスキップを近代オリンピック正式種目にする。
森川美穂のわがままクラブ！
森川美穂のメインコーナー。「ラジオ番組のテレビ版みたいなのをやろう」という趣旨で、視聴者からのはがきを読んで紹介するコーナーだったが、森川が「くだらない」などと言って読んだはがきを投げたりしたことがあり、その行為を視聴者から抗議を受けたこともあったが、森川自身はその時にも「うるさいわ！」みたいに反発していたと振り返っている。

#### 伊集院時代
おはようシルバー川柳
お年寄りの日常を川柳にして送る。575でなくても可。「シルバー代表」として杉兵助が審査員として出演していた。評価は松竹梅で全員松が出ると豪華賞品が送られる。
うるとらGET!
メンバーが懸賞応募に挑戦し、どれだけ当たったかの報告をしてもらう。このコーナー進行はNTVアナウンサーの大杉君枝が担当。
成子坂電話相談室
ハガキで送られたお悩みにフォークダンスDE成子坂がトークショー形式で答える。このコーナーは成子坂が前に出て他のメンバーが2人を見守るというスタンスを取る。
MIKAの青空日記
ミニドラマで情報を提供する。
エンディング
「サヨナラー」と手を振り、別のスタジオにカメラが変わり、視聴者から送られたポエムを読み、「いってらっしゃい!」で番組が終わる。
★ヘアメイクコーナー
数多くのアイドルヘアを手掛ける東京青山の古場美容室、古場康雄によるヘアメイクコーナー

### 出演者
- コント赤信号 - 初代メイン司会。渡辺正行、ラサール石井、小宮孝泰が週代わりで一人ずつ出演。1993年9月で降板。
- 伊集院光 - 2代目メイン司会。1993年10月〜終了まで担当。
- 岡本舞子 - 前番組に引続きアシスタントを担当。1987年3月で降板。
- 松本明子 - 2代目アシスタント。1987年4月〜1993年9月まで担当。
- 本田みずほ - 3代目アシスタント。1993年10月〜1995年9月まで担当。
- 穴井夕子 - 4代目アシスタント。1995年10月〜終了まで担当。
- 高橋由美子
- 森川美穂
- 円谷優子
- 仁藤優子
- 松原みき
- 寺尾友美
- 二瓶正也 - 料理コーナーを担当。初期のみの出演。
- ウルトラセブン
- チャイルズ（磯野貴理子がいたアイドルグループ）
- 西尾拓美
- チューインガム・ボーイズ（越後ミルク・マサ斎藤）
- フォークダンスDE成子坂 - 1993年10月〜終了まで出演。
- 杉兵助 - 「おはようシルバー川柳」コーナーのみ出演。
- MiKa（篠岡美佳）
- Radish（吉村龍太(vo,key)、遠藤友貴(vo,パーカッション)の14歳二人組音楽ユニット）
- つぶやきシロー
- 藤木まり

### スタッフ
- 演出・プロデュース：小俣匡彦（日本テレビエンタープライズ）
- プロデューサー：友井和子、油井慎二郎、庄司文雄、吉岡正敏（日本テレビ）、宮嶋章、向笠正夫（日本テレビエンタープライズ）、藤井素子（日本テレビ音楽）
- 構成：麻布朝也、木崎徹、藤堂平助、海老克哉、加藤智久
- ディレクター：高原友生、有村伸一郎、守屋吉謙、栗栖政文、下田和則
- 制作協力：NTV映像センター、日本テレビ音楽、VAP
- 制作：日本テレビエンタープライズ
- 製作著作：日本テレビ